# Agence fédérale maritime et hydrographique allemande
Bundesamt für Seeschifffahrt und Hydrographie
L’Agence fédérale maritime et hydrographique allemande (en allemand Bundesamt für Seeschifffahrt und Hydrographie ou BSH) est l'autorité nationale qui a pour mission la sécurité maritime. Elle a des bureaux à Hambourg et Rostock et emploie quelque 800 personnes pour les études hydrographiques, la surveillance de la pollution maritime et les gréments d'installations en mer.

## Histoire
L'agence remonte à Norddeutsche Seewarte (Observatoire naval de l'Allemagne du Nord), fondée en 1867 par Wilhelm von Freeden pour publier des instructions aux navires basées sur des observations nautiques et météorologiques dès 1868.  Ses tâches ont été reprises le 9 janvier 1875 par l'Observatoire maritime allemand (Deutsche Seewarte), propriété de l'État et fondée en 1874, sous la responsabilité du chef de la marine impériale. Le premier directeur, de 1875 à 1903, était Georg von Neumayer déjà impliqué dans le Norddeutsche Seewarte. Le quartier général de Hambourg est déménagé en 1881 dans le bâtiment de l'Observatoire naval sur le Stintfang.
Après la Seconde Guerre mondiale, le Deutsches Hydrographisches Institut (DHI) (Institut hydrographique allemand) est fondé  reprenant  les tâches purement hydrographiques. Alors qu'il était d'abord actif dans les quatre zones de l'Allemagne occupée par les Alliés, les opérations dans la zone soviétique ont cessé lorsque le DHI est devenu une partie de la zone unifiée des Alliés occidentaux qui devait devenir la République fédérale allemande. Après la réunification allemande de 1990, le DHI a été fusionné avec Bundesamt für Schiffsvermessung (BAS) (Agence fédérale pour le jaugeage) pour former l'Agence fédérale maritime et hydrographique et le Seehydrographischer Dienst (Service hydrographique maritime) de l'ex-République démocratique allemande.

## Mission
L'Agence fédérale maritime et hydrographique fournit des services maritimes pour la navigation, l'économie et l'environnement marin. Il s'agit d'une agence fédérale relevant du portefeuille du ministère fédéral des Transports et de l'Infrastructure numérique. Les différentes tâches comprennent,, :
- Aider la marine marchande allemande dans ses déplacements ;
- Jaugeage et questions relatives aux pavillons de complaisance ;
- Délivrance de certificats pour les marins ;
- Test et homologation des équipements de navigation et radio ;
- Maîtrise des risques maritimes ;
- Émission de cartes marines officielles, de manuels et d'autres publications nautiques telles que les avis aux navigateurs pour la navigation professionnelle et de plaisance ;
- Bathymétrie de la mer du Nord et de la mer Baltique ;
- Calcul et prévisions des tables de marées, niveaux d'eau et ondes de tempête ;
- Surveillance du milieu marin avec l'exploitation de plusieurs stations automatisées fixes ;
- Enquête sur la pollution de l'environnement en mer ;
- Aménagement de l'espace maritime pour la zone économique exclusive (ZEE) de l'Allemagne ;
- Approbation des activités commerciales en mer telles que les éoliennes, les pipelines ou les câbles de communication sous-marins dans la ZEE allemande de la mer du Nord et de la Baltique.

L'agence est représentée dans de nombreux panels nationaux et internationaux. Le siège social du Bureau fédéral d'enquête sur les accidents maritimes se trouve également dans les locaux du BSH.